# ラウール・フェルナンデス
ラウール・フェルナンデス（Raúl Fernández, 1988年3月13日 - ）は、スペイン・ビルバオ出身のサッカー選手。グラナダCF所属。ポジションはGK。

## 経歴
アスレティック・ビルバオの下部組織出身で、10歳の時に所属する。UBコンクエンセ、グラナダCFを経て2010年にトップチームに昇格。2011年4月23日のレアル・ソシエダ戦で途中出場しデビューした。2013年7月10日、CDヌマンシアに期限付き移籍した。
2016年7月1日、レバンテUDに加入した。2018年7月23日、UDラス・パルマスと3年契約を結んだ。
2019年4月、フェルナンデスはカディスCFとの試合中に負傷しました。当初は手と左膝の負傷のためにキャンペーンの残りを欠場すると予想されていましたが、彼は2019–20シーズン全体をベンチで過ごしました。回復に挫折した後、彼はクラブによって一時解雇され、2021年1月まで登録されていませんでした。 この決定は後に取り消されました。